# Нижеполско училище
Районно основно училище „Д-р Трифун Пановски“ (на македонска литературна норма: Подрачно основно училиште „Д-р Трифун Пановски“) е училище в битолското село Нижеполе, Северна Македония, част от централното основно училище „Д-р Трифун Пановски“ в Битоля.
Сградата е построена в двора на църквата „Света Петка“ в края на XIX или в самото начало на XX век като гръцко училище за предимно гъркоманското влашко население на Нижеполе. В триъгълното пространство над главния му вход има обширен надпис, който информира, че училището е издигнато при митрополит Амвросий Пелагонийски (1899 – 1903) със средства на нижеполеца Константин Беби (Константинос Бембис). Сградата е в класически и еклектичен стил, популярен за времето в Битоля.
След установяването на комунистическия режим в Югославия, на училището е дадено името на лекаря и комунистически партизанин Трифун Пановски.